# Cocktail Molotov (film)
Pour les articles homonymes, voir Molotov (homonymie).
Pour plus de détails, voir Fiche technique et Distribution.
Cocktail Molotov est un film français de Diane Kurys sorti en 1980.

## Synopsis
Anne aime Frédéric, mais ils sont de milieux différents. Elle prend les devants et l'entraîne dans une fugue vers Venise avec leur pote Bruno. Le pouce en l'air, ils traversent la France de 68. Tout va pour le mieux mais Frédéric, dont le père est malade, n'a jamais eu l'intention de quitter définitivement la maison. Le retour en stop sera pénible, tandis qu'Anne est enceinte… De Venise à Paris, ils courent après les barricades, curieux plutôt que concernés… Ils ont le sentiment de rater quelque chose sans se rendre compte qu'ils sont en train de « vivre » Mai 68.

## Fiche technique
Sauf indication contraire, les informations mentionnées dans cette section peuvent être confirmées par la base de données cinématographiques Unifrance,  présente dans la section « Liens externes ».
- Titre : Cocktail Molotov
- Réalisation : Diane Kurys
- Assistant à la réalisation : Alain Le Henry
- Scénario : Diane Kurys
- Montage : Joële Van Effenterre
- Son : Bernard Aubouy
- Musique : Yves Simon
- Chanson : Dearest Anne composée et chantée par Murray Head
- Photographie : Philippe Rousselot
- Décors : Tony Egry, Hilton McConnico
- Illustration de l'affiche : Floc'h
- Directrice de production : Charlotte Fraisse
- Sociétés de production : Alexandre Films, France 2 Cinéma
- Sociétés de distribution : AMLF, Malavita
- Pays de production :  France
- Langue de tournage : français
- Format : Couleur - 35 mm
- Genre : Comédie dramatique, road movie
- Durée : 100 minutes
- Date de sortie en salles : 
  - France : 6 février 1980
  - États-Unis : 26 avril 1981

## Distribution
- Élise Caron : Anne
- François Cluzet : Bruno
- Philippe Lebas : Frédéric
- Geneviève Fontanel : la mère d'Anne
- Christian Clavier : le beatnik
- Patrick Chesnais : le routier
- Marco Perrin : le C.R.S.
- Malène Sveinbjornsson : la sœur d'Anne
- Henri Garcin : le beau-père d'Anne
- Michel Puterflam : le père d'Anne
- Stefania Casini : Anna Maria
- Françoise Michaud : Greta
- Philippe Clévenot : le diplomate
- Hélène Vincent : la femme du diplomate
- Facundo Bo : l'Argentin
- Jenny Clève : la mère de Fred
- Armando Brancia : le père de Fred

## Autour du film
- Diane Kurys a repéré François Cluzet alors qu'il jouait au théâtre avec Niels Arestrup. Après sa prestation, elle lui a directement proposé un rôle pour son prochain film[1].